# Trona (genre)
Pour les articles homonymes, voir Trona (homonymie).
Genre
Trona est un genre de mollusques de la famille des Cypraeidae (Porcelaines).

## Liste d'espèces
Selon World Register of Marine Species (7 octobre 2023) :
- Trona stercoraria (Linnaeus, 1758)

À laquelle Paleobiology Database (7 octobre 2023) ajoute les espèces fossiles :
- †Trona apenninensis (Sacco, 1894)
- †Trona calhounensis Dolin (d), 1991
- †Trona carcarensis Schilder (d), 1932
- †Trona ingrami Landau (d) & Groves (d), 2011
- †Trona leporina (Lamarck, 1810)
- †Trona lyncoides (Brongniart, 1823)
- †Trona subporcellus (d'Orbigny, 1852)
- †Trona trinitatensis (Mansfield (d), 1925)

## Systématique
Le nom valide complet (avec auteur) de ce taxon est Trona Jousseaume, 1884.
Trona a pour synonymes :
- Peribolus Blainville, 1824